# Ittihad Riadi Fkih Ben Salah
Pour les articles homonymes, voir Ben Salah et Al Ittihad.
Maillots
L'Ittihad Riadi Fkih Ben Salah (en arabe : نادي الإتحاد الرياضي للفقيه بن صالح), plus couramment abrégé en Ittihad Fkih Ben Salah, est un club marocain de football fondé en 1962 et basé dans la ville de Fkih Ben Salah.
Le club évolue actuellement dans le championnat du Maroc de quatrième division.

## Historique
Le club passe 4 saisons en 1re division entre 1980 et 1984.
Le clube est créé en 1966-1967 après la fusion du deux clubs locaux.

## Dates Clés
- 1962 : Création du club
- 1970 : Montée en D2
- 1980 : Montée en D1
- 1984 : Descente en D2
- 2008 : Montée en GNF2 (D2)
- 2011 : Descente en D3
- 2012 : Descente en D4
- 2014 : Descente en D3
- 2016 : Descente en 2 s.h (howat)